# Guy van Gisburne
Guy van Gisburne (ook gespeld Gisbourne, Gysborne, Gisborne of Gisborn) is een schurk uit de Robin Hood verhalen.
Gisburne komt voor het eerst voor in The Ballad of Robin Hood and Guy of Gisborne. In deze versie maakt Gisburne een klopjacht op Robin Hood in naam van de sheriff, als de twee de confrontatie aangaan verslaat en onthoofdt Robin hem.
Gisburne komt veelvuldig voor in de Robin Hood-legendes; hij wordt altijd neergezet als schurk of medestrijder van de tegenpartij.
In vertolkingen in films en toneelstukken komt hij vaak opdraven in verschillende rollen als kind of volwassen man, als edele heer of onbekende. Soms wordt hij ook wel als een neef of vazal van Koning Jan of van de Sheriff van Nottingham aangeduid. Zijn afkomst zou op waarheid kunnen berusten, omdat het plaatsje Gisburne, gelegen in Lancashire, al in de middeleeuwen bestond.
In 1381 waren er opstanden in de stad York, de stad werd toen bestuurd door de zeer onpopulaire burgemeester John van Gisburne. Sommige bronnen beweren dat Gisburne op hem gebaseerd is.

## Guy in film en series
- in Robin of Sherwood wordt Gisburne gespeeld door Robert Addie. Hierin is hij een gedreven rechterhand van de sheriff, die koste wat het kost Robin Hood levend of dood wil hebben. Vaak gaan zijn acties gepaard met stommiteiten. De sheriff ziet hem vaak als een blok aan zijn been en vindt er aardigheid in om hem voor gek te zetten of af te snauwen.
- In de film Robin Hood: Prince of Thieves (1991) wordt hij gespeeld door Michael Wincott, daarin wordt hij als een neef van de sheriff van Nottingham betiteld.
- In de serie Robin Hood (2006, BBC) wordt hij gespeeld door Richard Armitage en is hij de schout van de Sheriff van Nottingham. Hij neemt hierin de titel en landgoederen van Robin over.